# Eddie Nketiah
Edward "Eddie" Keddar Nketiah (Lewisham, 30 de maio de 1999) é um futebolista inglês que atua como atacante. Atualmente, joga no Crystal Palace.

## Carreira no clube

### Início de carreira

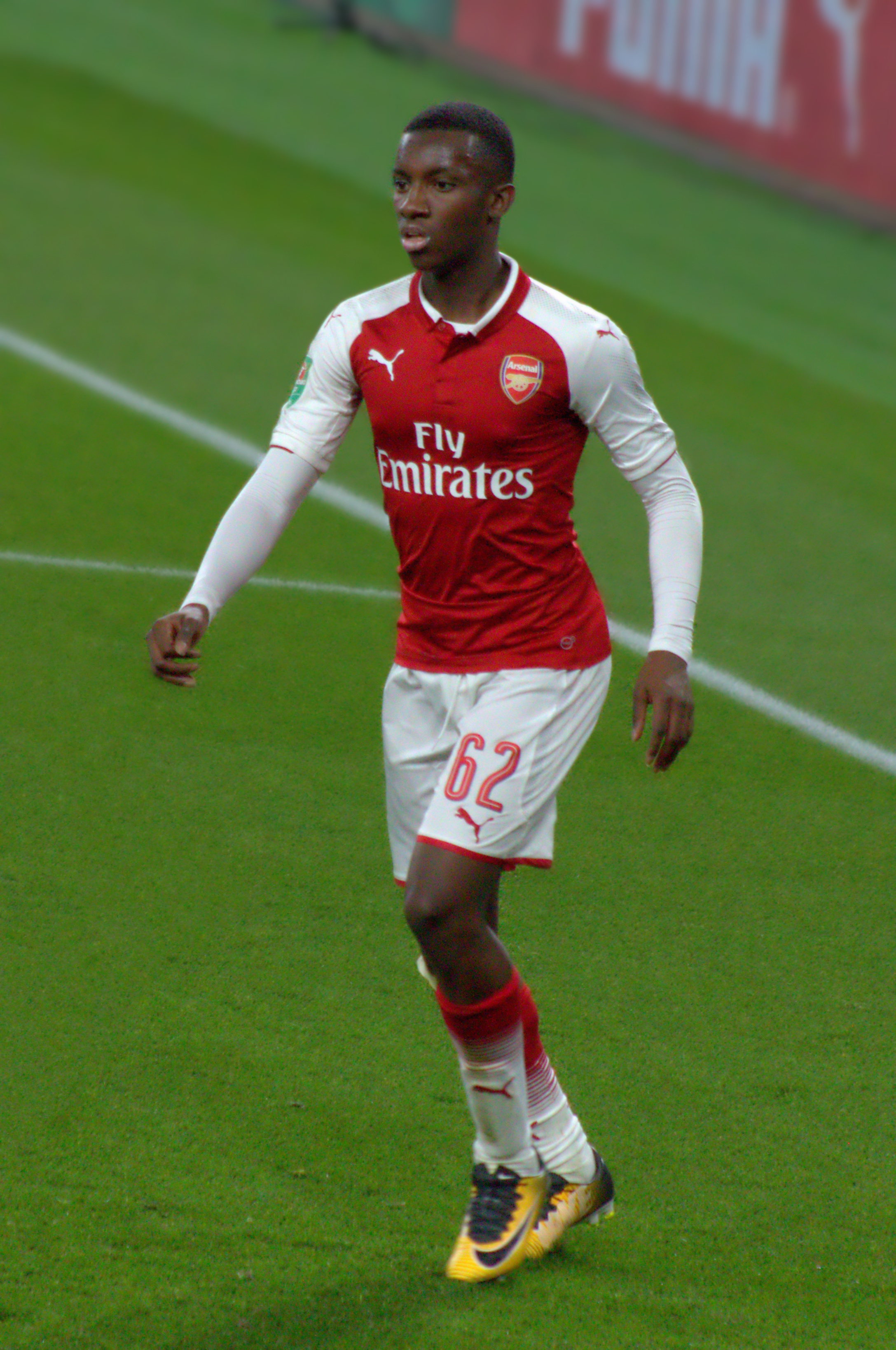
Nketiah jogando pelo Arsenal em 2017

Nketiah ingressou na Academia do Arsenal após deixar o Chelsea e jogou pelo clube em níveis juvenis. Durante a temporada de 2016–17, Nketiah marcou 15 gols em 16 jogos pela equipe sub-18, enquanto também marcou 12 gols em 26 jogos pela equipe sub-23. Após essa temporada, Nketiah foi convocado por Arsène Wenger para a viagem de pré-temporada da primeira equipe à Austrália e China.
Em 28 de setembro de 2017, Nketiah foi convocado para a primeira equipe do Arsenal para a partida da UEFA Europa League contra o BATE Borisov. Ele entrou como substituto aos 89 minutos, substituindo Joe Willock, enquanto o Arsenal vencia por 4 a 2. Sua próxima aparição ocorreu quase um mês depois, contra o Norwich City na EFL Cup, como substituto aos 85 minutos. Ele marcou após 15 segundos com seu primeiro toque na bola para empatar o jogo, adicionando outro na prorrogação para vencer pelo Arsenal. Nketiah estava pronto para uma transferência por empréstimo para o clube da Bundesliga FC Augsburg na janela de transferências de janeiro de 2019, mas devido a uma lesão de Danny Welbeck, Nketiah permaneceu no Arsenal.
Nketiah marcou seu primeiro gol na Premier League no último dia da temporada fora de casa contra o Burnley em 12 de maio de 2019. Ele foi um substituto não utilizado na derrota por 4–1 na final da UEFA Europa League contra o Chelsea em 29 de maio, recebendo uma medalha de vice-campeão.

#### Empréstimo ao Leeds United
Em 8 de agosto de 2019, Nketiah ingressou no clube da Championship, o Leeds United, por empréstimo para a temporada 2019–20. O treinador do Leeds, Marcelo Bielsa, descreveu Nketiah ao assinar como um "jovem jogador importante no futebol inglês". Ele fez sua estreia em 13 de agosto na Copa da Liga contra o Salford City, marcando o primeiro gol de sua equipe durante uma vitória por 3 a 0 fora de casa. Ele marcou em sua estreia na Championship na semana seguinte, com o único gol em uma vitória por 1 a 0 em casa sobre o Brentford.
Após marcar seu quarto gol da temporada na vitória por 2 a 0 do Leeds contra o Barnsley em 15 de setembro de 2019, Bielsa descreveu Nketiah como um "jogador completo". Depois de ficar atrás de Patrick Bamford na hierarquia, Marcelo Bielsa revelou que Nketiah teria sua chance de se tornar o atacante titular contra o Queens Park Rangers, porém, no dia anterior à partida, Nketiah sofreu uma lesão na parte inferior do abdômen, que o deixou fora de ação por um mês. Ele retornou de lesão após um mês fora machucado em 7 de dezembro, como substituto na vitória por 2 a 0 do Leeds contra o Huddersfield Town.
Sua primeira partida como titular pelo Leeds aconteceu em 29 de dezembro de 2019, em uma vitória por 5 a 4 sobre o Birmingham City. Nketiah também começou a próxima partida em 1 de janeiro de 2020, em sua última aparição pelo Leeds fora de casa contra o West Bromwich Alb

ion em um empate por 1 a 1. O resultado manteve o Leeds na liderança da tabela por diferença de gols.

#### Retorno ao Arsenal
Nketiah foi chamado de volta de seu empréstimo antecipadamente pelo Arsenal em 1 de janeiro de 2020. Ele estava na escalação titular na vitória do Arsenal na quarta rodada da FA Cup contra o AFC Bournemouth em 27 de janeiro, e marcou o segundo gol enquanto o Arsenal vencia por 2 a 1 fora de casa. Nketiah fez sua primeira partida como titular na Premier League em casa contra o Newcastle United, antes de marcar na próxima partida contra o Everton, deslizando um voleio para o canto. Ele se tornou um titular regular no retorno do Arsenal à liga após a pausa causada pela Pandemia de COVID-19, começando na derrota por 3 a 0 fora de casa para o Manchester City, sendo substituído no minuto 67 por Alexandre Lacazette. Em 7 de julho, Nketiah recebeu o primeiro cartão vermelho de sua carreira, em uma partida da liga contra o Leicester City.
Em julho de 2020, Nketiah conquistou sua primeira medalha importante da carreira quando o Leeds United venceu o título da Championship. As dezessete partidas que Nketiah disputou emprestado para o clube no início da temporada foram suficientes para ser elegível para a medalha de vencedor. Duas semanas depois, Nketiah levantou seu primeiro troféu importante da carreira com o Arsenal, entrando como substituto no minuto 82 na vitória por 2 a 1 sobre o Chelsea na Final da FA Cup de 2020 no Estádio de Wembley.

#### Temporada 2020–21
Em 28 de agosto de 2020, Nketiah estava na escalação titular na Supercopa da Inglaterra de 2020 no Estádio de Wembley, onde o Arsenal venceu o Liverpool por 5 a 4 em uma disputa de pênaltis após o jogo terminar em 1 a 1. Em 19 de setembro, ele entrou como substituto no minuto 77 e marcou o gol da vitória tardia em uma vitória por 2 a 1 contra o West Ham United na Premier League. Este foi seu primeiro gol da temporada.
Nketiah marcou três vezes na fase de grupos da Liga Europa, seus gols foram nas duas partidas contra o Dundalk e na partida em casa contra o Rapid Vienna. Ele encerrou a temporada com seis gols em todas as competições.

#### Temporada 2021–22
Nketiah começou a temporada 2021–22 como reserva de Pierre-Emerick Aubameyang e Alexandre Lacazette.[carece de fontes?] Ele marcou nas vitórias do Arsenal na terceira e quarta rodada da EFL Cup contra o AFC Wimbledon e o Leeds United, respectivamente. Em 21 de dezembro de 2021, Nketiah marcou o primeiro hat-trick de sua carreira, com três gols em uma vitória por 5 a 1 contra o Sunderland nas quartas de final da EFL Cup.
Após a saída de Aubameyang em fevereiro, Nketiah ganhou um lugar regular na escalação titular no final da temporada e marcou cinco gols nas últimas sete partidas do Arsenal na Premier League. Estes incluíram um brace contra o Chelsea em uma vitória por 4 a 2 no Stamford Bridge, e outro brace contra o Leeds.
Nketiah encerrou a temporada com dez gols: cinco na EFL Cup e cinco na Premier League.
Em 18 de junho de 2022, Nketiah assinou um novo contrato com o Arsenal até junho de 2027.

#### Temporada 2022–23
Apesar da saída de Alexandre Lacazette do clube, Nketiah se viu de volta ao banco de reservas após a contratação de Gabriel Jesus. No entanto, ele começou todos os seis jogos do grupo do Arsenal na Liga Europa e marcou dois gols, em vitórias sobre Zürich e Bodø/Glimt, enquanto o Arsenal liderava o Grupo A. Ele fez sua centésima partida pela equipe principal do Arsenal na vitória sobre o Brentford em 18 de setembro de 2022.
Ele teve uma sequência prolongada na equipe quando Gabriel Jesus ficou fora por alguns meses após sofrer uma lesão no joelho no jogo da Seleção Brasileira na Copa do Mundo FIFA de 2022 contra Camarões. Em 26 de dezembro, ele fez sua primeira partida como titular na Premier League da temporada quando a competição foi retomada após a Copa do Mundo, marcando na vitória por 3 a 1 do Arsenal sobre o West Ham. Em 22 de janeiro de 2023, ele marcou duas vezes, incluindo o gol da vitória nos acréscimos na vitória por 3 a 2 do Arsenal sobre o Manchester United, tornando-se o segundo jogador do Arsenal a marcar o gol da vitória nos acréscimos aos 90 minutos contra seus rivais, depois de Thierry Henry em janeiro de 2007.

#### Temporada 2023–24
Nketiah começou e abriu o placar na vitória por 2 a 1 do Arsenal sobre o Nottingham Forest na primeira rodada da temporada da Premier League. O técnico do Arsenal, Mikel Arteta, o descreveu como "um modelo a ser seguido", acrescentando que estava impressionado com sua atitude nos treinamentos. Em 3 de outubro de 2023, ele fez sua estreia na Liga dos Campeões da UEFA, entrando no segundo tempo da derrota por 2 a 1 fora de casa contra o Lens.
Em 28 de outubro, ele marcou seu primeiro hat-trick na Premier League em uma vitória por 5 a 0 em casa sobre o Sheffield United.
Em 12 de dezembro, Nketiah fez sua primeira partida como titular na Liga dos Campeões contra o PSV Eindhoven, marcando seu primeiro gol na competição enquanto o Arsenal deixava o Philips Stadion com um empate por 1 a 1.

### Crystal Palace
Em 30 de agosto de 2024, Nketiah ingressou no Crystal Palace por um valor de £ 25 milhões mais £ 5 milhões em complementos. Ele assinou um contrato de cinco anos com o clube e recebeu a camisa 9.

## Títulos
Arsenal
- Copa da Inglaterra: 2019–20
- Supercopa da Inglaterra: 2020, 2023

Leeds United
- EFL Championship: 2019–20

Crystal Palace
- Copa da Inglaterra: 2024–25